# Lepocnemis
Lepocnemis is een geslacht van vlinders van de familie koolmotten (Plutellidae).

## Soorten
- L. bascanopa Meyrick, 1913
- L. metapelista Meyrick, 1932